# Belgio ai XXIII Giochi olimpici invernali
Il Belgio ha partecipato ai XXIII Giochi olimpici invernali, che si sono svolti dal 9 al 28 febbraio 2018 a Pyeongchang in Corea del Sud, con una delegazione composta da 21 atleti/e più una riserva nel bob.

## Medaglie
| Riepilogo quotidiano | Riepilogo quotidiano | Riepilogo quotidiano | Riepilogo quotidiano | Riepilogo quotidiano | Riepilogo quotidiano |
| -------------------- | -------------------- | -------------------- | -------------------- | -------------------- | -------------------- |
| Giorno               | Data                 |                      |                      |                      | Totale               |
| 1º                   | 10                   | 0                    | 0                    | 0                    | 0                    |
| 2º                   | 11                   | 0                    | 0                    | 0                    | 0                    |
| 3º                   | 12                   | 0                    | 0                    | 0                    | 0                    |
| 4º                   | 13                   | 0                    | 0                    | 0                    | 0                    |
| 5º                   | 14                   | 0                    | 0                    | 0                    | 0                    |
| 6º                   | 15                   | 0                    | 0                    | 0                    | 0                    |
| 7º                   | 16                   | 0                    | 0                    | 0                    | 0                    |
| 8º                   | 17                   | 0                    | 0                    | 0                    | 0                    |
| 9º                   | 18                   | 0                    | 0                    | 0                    | 0                    |
| 10º                  | 19                   | 0                    | 0                    | 0                    | 0                    |
| 11º                  | 20                   | 0                    | 0                    | 0                    | 0                    |
| 12º                  | 21                   | 0                    | 0                    | 0                    | 0                    |
| 13º                  | 22                   | 0                    | 0                    | 0                    | 0                    |
| 14º                  | 23                   | 0                    | 0                    | 0                    | 0                    |
| 15º                  | 24                   | 0                    | 1                    | 0                    | 1                    |
| 16º                  | 25                   | 0                    | 0                    | 0                    | 0                    |
| Totale               | Totale               | 0                    | 1                    | 0                    | 1                    |

### Medagliere per discipline
| Sport                   | Oro | Argento | Bronzo | Totale |
| ----------------------- | --- | ------- | ------ | ------ |
| Pattinaggio di velocità | 0   | 1       | 0      | 1      |
| Totale                  | 0   | 1       | 0      | 1      |

### Medaglie d'argento
| Medaglia | Nome        | Sport                   | Evento              |
| -------- | ----------- | ----------------------- | ------------------- |
| Argento  | Bart Swings | Pattinaggio di velocità | Mass start maschile |

## Biathlon
| Gara                 | Atleta         | Penalità    | Tempo d'arrivo | Posizione |
| -------------------- | -------------- | ----------- | -------------- | --------- |
| 10 km sprint         | Florent Claude | 3 (1+2)     | 25'43"7        | 55º       |
| 10 km sprint         | Michael Rösch  | 2 (0+2)     | 25'09"4        | 38º       |
| 12,5 km inseguimento | Florent Claude | 4 (1+1+1+1) | 39'22"7        | 57º       |
| 12,5 km inseguimento | Michael Rösch  | 1 (0+0+0+1) | 35'55"1        | 23º       |
| 20 km individuale    | Florent Claude | 2 (0+0+0+2) | 53'03"2        | 54º       |
| 20 km individuale    | Michael Rösch  | 5 (0+3+0+2) | 55'10"1        | 75º       |

## Bob
Il Belgio ha qualificato nel bob due equipaggi nel bob a due femminile, per un totale di cinque atlete(*).
| Gara                | Equipaggio                            | 1ª manche | 2ª manche | 3ª manche | 4ª manche | Totale  | Posizione |
| ------------------- | ------------------------------------- | --------- | --------- | --------- | --------- | ------- | --------- |
| Bob a due femminile | An Vannieuwenhuyse Sophie Vercruyssen | 51"24     | 51"28     | 51"53     | 51"20     | 3'25"25 | 12        |
| Bob a due femminile | Elfje Willemsen Sara Aerts            | 51"03     | 51"27     | 51"10     | 51"21     | 3'24"61 | 11        |

(*) Shana Vanhaen era presente come riserva.

## Pattinaggio di figura
Il Belgio ha qualificato nel pattinaggio di figura una atleta ai Campionati mondiali di pattinaggio di figura 2017.
In seguito al 2017 CS Nebelhorn Trophy il Belgio ha qualificato un altro atleta, portando la delegazione del pattinaggio di figura ad un numero complessivo di due atleti, un uomo e una donna.
| Gara      | Atleta          | Programma corto | Programma corto | Programma libero | Programma libero | Totale | Totale    |
| Gara      | Atleta          | Punti           | Posizione       | Punti            | Posizione        | Punti  | Posizione |
| --------- | --------------- | --------------- | --------------- | ---------------- | ---------------- | ------ | --------- |
| Maschile  | Jorik Hendrickx | 84,74           | 11º Q           | 164,21           | 16º              | 248,95 | 14º       |
| Femminile | Loena Hendrickx | 55,16           | 20ª Q           | 116,72           | 14ª              | 171,88 | 16ª       |

## Pattinaggio di velocità

### Uomini
| Gara    | Atleta        | Tempo    | Posizione |
| ------- | ------------- | -------- | --------- |
| 500 m   | Mathias Vosté | 35"546   | 32º       |
| 1000 m  | Mathias Vosté | 1'11"24  | 35º       |
| 1500 m  | Bart Swings   | 1'45"49  | 6º        |
| 1500 m  | Mathias Vosté | 1'47"34  | 23º       |
| 5000 m  | Bart Swings   | 6'14"57  | 6º        |
| 10000 m | Bart Swings   | 13'03"53 | 8º        |

| Gara       | Atleta      | Semifinali | Semifinali | Semifinali | Finale | Finale  | Finale |
| Gara       | Atleta      | Punti      | Tempo      | Pos.       | Punti  | Tempo   | Pos.   |
| ---------- | ----------- | ---------- | ---------- | ---------- | ------ | ------- | ------ |
| Mass start | Bart Swings | 5          | 8'13"57    | 5º Q       | 40     | 7'44"08 |        |

### Donne
| Gara   | Atleta         | Tempo   | Posizione |
| ------ | -------------- | ------- | --------- |
| 5000 m | Jelena Peeters | 7'10"26 | 10ª       |

## Sci alpino

### Uomini
| Gara            | Atleta      | Tempo     | Tempo     | Tempo   | Posizione |
| Gara            | Atleta      | 1ª manche | 2ª manche | Totale  | Posizione |
| --------------- | ----------- | --------- | --------- | ------- | --------- |
| Slalom speciale | Kai Alaerts | DNF       | DNF       | DNF     | DNF       |
| Slalom speciale | Sam Maes    | 52"90     | DNF       | DNF     | DNF       |
| Slalom gigante  | Sam Maes    | 1'13"29   | 1'12"91   | 2'26"20 | 32º       |

### Donne
| Gara            | Atleta            | Tempo              | Tempo              | Tempo              | Posizione |
| Gara            | Atleta            | 1ª manche          | 2ª manche          | Totale             | Posizione |
| --------------- | ----------------- | ------------------ | ------------------ | ------------------ | --------- |
| Slalom speciale | Marjolein Decroix | 55"91              | 54"80              | 1'50"71            | 38ª       |
| Slalom speciale | Kim Vanreusel     | 55"90              | 55"96              | 1'51"86            | 40ª       |
| Slalom gigante  | Kim Vanreusel     | 1'17"60            | 1'14"92            | 2'32"52            | 39ª       |
| Combinata       | Kim Vanreusel     | DNF                | DNF                | DNF                | DNF       |
| Gara            | Atleta            | Tempo unica manche | Tempo unica manche | Tempo unica manche | Posizione |
| Supergigante    | Kim Vanreusel     | 1'27"60            | 1'27"60            | 1'27"60            | 40ª       |
| Discesa libera  | Kim Vanreusel     | 1'46"51            | 1'46"51            | 1'46"51            | 30ª       |

## Sci di fondo
| Evento               | Atleta         | Tempo   | Tempo   | Tempo   | Distacco | Distacco | Distacco | Posizione | Posizione |
| -------------------- | -------------- | ------- | ------- | ------- | -------- | -------- | -------- | --------- | --------- |
| 15 km tecnica libera | Thierry Langer | 37'45"0 | 37'45"0 | 37'45"0 | +4'01"1  | +4'01"1  | +4'01"1  | 66º       | 66º       |

## Short track
Il Belgio ha qualificato nello short track due atleti, entrambi uomini.

### Uomini
| Gara   | Atleta     | Batterie | Batterie  | Semifinali      | Semifinali      | Finale          | Finale          |
| Gara   | Atleta     | Tempo    | Posizione | Tempo           | Posizione       | Tempo           | Posizione       |
| ------ | ---------- | -------- | --------- | --------------- | --------------- | --------------- | --------------- |
| 1500 m | Jens Almey | 2'12"998 | 2° Q      | -               | 6°              | non qualificato | non qualificato |
| 1500 m | Ward Pétré | 2'17"362 | 5°        | non qualificato | non qualificato | non qualificato | non qualificato |

## Skeleton
Il Belgio qualificato nello skeleton un'atleta, una donna..
| Gara              | Atleta        | 1ª manche | 2ª manche | 3ª manche | 4ª manche | Totale  | Posizione |
| ----------------- | ------------- | --------- | --------- | --------- | --------- | ------- | --------- |
| Singolo femminile | Kim Meylemans | 52"56     | 52"54     | 52"34     | 52"26     | 3'29"70 | 14ª       |

## Snowboard
| Gara                | Atleta          | Qualificazioni | Qualificazioni | Qualificazioni | Qualificazioni | Finale          | Finale          | Finale          | Finale          | Finale          |
| Gara                | Atleta          | Prova 1        | Prova 2        | Migliore       | Posizione      | Prova 1         | Prova 2         | Prova 3         | Migliore        | Posizione       |
| ------------------- | --------------- | -------------- | -------------- | -------------- | -------------- | --------------- | --------------- | --------------- | --------------- | --------------- |
| Big air maschile    | Sebbe De Buck   | 33,50          | 17,00          | 33,50          | 18º            | non qualificato | non qualificato | non qualificato | non qualificato | non qualificato |
| Big air maschile    | Seppe Smits     | 50,00          | 13,00          | 59,25          | 15º            | non qualificato | non qualificato | non qualificato | non qualificato | non qualificato |
| Big air maschile    | Stef Vandeweyer | 61,00          | 12,00          | 29,50          | 14º            | non qualificato | non qualificato | non qualificato | non qualificato | non qualificato |
| Slopestyle maschile | Sebbe De Buck   | 59,40          | 29,58          | 59,40          | 12º            | non qualificato | non qualificato | non qualificato | non qualificato | non qualificato |
| Slopestyle maschile | Seppe Smits     | 78,36          | 41,48          | 78,36          | 6º Q           | 31,11           | 69,03           | 66,18           | 69,03           | 10º             |
| Slopestyle maschile | Stef Vandeweyer | 33,75          | 21,16          | 33,75          | 17º            | non qualificato | non qualificato | non qualificato | non qualificato | non qualificato |